# Ordine Commando
L'Ordine commando (in tedesco Kommandobefehl) era un ordine segretissimo impartito da Adolf Hitler il 18 ottobre 1942: prevedeva che tutti i commando scoperti in Europa oppure in Africa, anche se in uniforme o se avessero tentato di arrendersi, fossero immediatamente uccisi. Ogni commando o piccolo gruppo di commando o unità simile, agente, o sabotatore non in uniforme, che cadesse in mani tedesche in qualunque forma diversa dal combattimento diretto (per opera della polizia nei territori occupati, ad esempio) doveva essere prontamente messo a disposizione del Sicherheitsdienst (il servizio di sicurezza nazista).
L'ordine metteva in chiaro che la mancata osservanza di queste istruzioni doveva essere ritenuta un atto di negligenza, punito dalla legge militare tedesca. Dopo la seconda guerra mondiale il processo di Norimberga stabilì che l'"Ordine commando" aveva costituito una lampante violazione del diritto bellico, e pertanto gli ufficiali germanici che avevano dato corso alle illegittime esecuzioni in applicazione di tale ordine erano responsabili di crimini di guerra.